# Kriarättare
En kriarättare rättar skoluppsatser, med lärarens självklara auktoritet gentemot eleverna vad gäller grammatik och god stil. Uttrycket användes ofta i överförd, bildlig betydelse. Hur det kan komma sig illustreras rätt bra av artikeln: "Nutidens svenska språk duger åt nutidens svenska folk" (i Svensk lärartidning, 1933) av sekreteraren i Folkskollärarkårens skriftspråkskommitté, Johan Forsell, där han på ett ställe skriver: "...Professor Ad. Noreen hade en gång skrivit: "Önskligt vore att till exempel sådana konstruktioner som 'vi går' snart erkändes som oklanderlig svenska; man bleve då befriad från det hos skolungdom ymnigast förekommande 'fel', vilket torde mer än något annat dylikt bidraga till att förbittra en kriarättares därförutan nog mödosamma liv. ..."